# Грем'яче (Рівненський район)
Грем'я́че — село в Україні, в Рівненському районі Рівненської області. Населення становить 1100 осіб. До 2020 року було центром Грем'яцької сільської ради.

## Географія
Селом тече річка Безіменна.

## Історія
При автомагістралі Рівне — Острог розміщене село Грем'яче, де зараз близько 500 дворів, загальноосвітня школа, ФАП, дитячий садок, клуб, бібліотека, сільрада, осередки сільськогосподарського виробництва.
Висотно-горбиста околиця Грем'ячого з перевагою глинистих, супіщаних ґрунтів була заселена в глибоку давність. На її полях є виявлений один великий і п'ять менших курганів, де, кажуть, могли бути поховання із староруської доби. Це певною мірою утверджують рідкісні уже втрачені знахідки речей цих далеких часів: крем'яні, металічні наконечники списів, стріл, рештки кольчуг, гончарних виробів, сліди місць старовинного ливарного промислу, вияви монет, зброї, прикрас раннього середньовіччя. Є тут і обриси старовинних сховищ людей.

Церква св.Іллі в с.Грем'яче
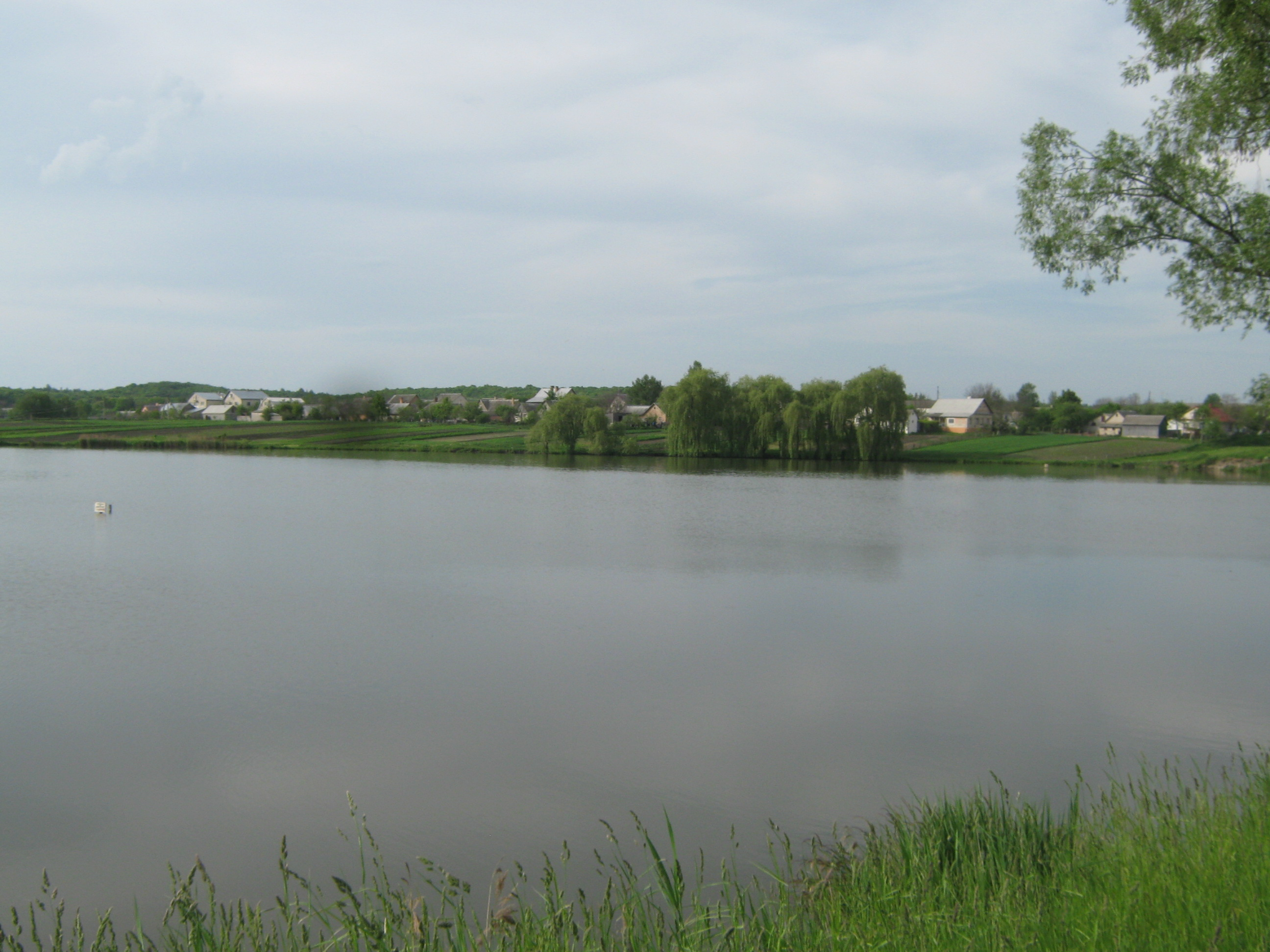
Ставок

Про Грем'яче маємо чи не першу вістку в записі від 12 жовтня 1617 року, коли-то возний сповістив про спустошення татарами Острізької волості, називаючи пошкоджені або цілковито зруйновані оселі, серед яких засвідчене й вщент спалене «Грымяче». Під час визвольної війни 1648—1654 років «Грымяче» («Гримяче») кілька разів документується як місце сутичок збройних угрупувань козаків, селян з боївками шляхетського війська. За договором 1753 року, «Гримяче» отримує коронний канцлер Ян Малаховський, який згодом передає та продає його різним власникам Острізького намісництва. У 1794 році маєтність «селения Гремячего» конфіскується і стає власністю російської держави. Згодом цариця Катерина дарує «Гремяче» великоруському генералові Ферзену, а з 1802 року воно стає власністю сенатора Іллінського, графині Корженецької та інших володарів. За переписом 1885 року, «Гримяче» зі статусом «деревні» відноситься єпархіальне до Грозова.
Грем'яче — село колись Острозького повіту в Хорівській волості недалеко від Острога. Наприкінці 19 століття там було 66 будинків, 264 жителів. В 1577 році належало князям Острозьким. В половині 17 століття село було власністю князя Заславського. Вже пізніше село Грем'яче належало по черзі Малаховським, Крем'янецьким, Шокальським та іншими.
Карта 1915 року зарисовує це село біля ставка притоки Вільшки вже у записі (польською графікою) «Грем'яче» («Gremiacze»), де після «р» є буква «е», замість колишнього «й» (ы). Довідник 1947 року трактує «Грем'яче» селом зі своєю сільрадою, до якої відносилось сільце Михайлівка та хутори Грем'яцький, Грозівський Корчунок. Тепер Грем'ячому підвладний і Грозів.

## Походження назви населеного пункту
Назва Грем'яче належить до прикметникових формувань, символізуючих переважно наймення людей, вимагаючи ніби запитання «чиє село». З цих міркувань у ній легко вбачається прізвище чи прізвисько Грим'як або видозмінене Грем'як, де є кінцеве (суфіксальне) «як», у якому «к» закономірно перед «є» при розвитку прикметникової форми змінилось на «ч». Віднявши таке «як», матимемо «Грим» («Грем»), котре без труднощів сприймається як укорочене ім'я з давньоруських двоскладних утворень зразка Гримислав (Грим-и-слав), де побажання народженому: «Хай стане гримким (голоснозвучним), нехай здобуває славу!» Менш ймовірно трактувати давнє «Грим» від слова гримати (російського — гримать) у якомусь з кількох значень: «сварливий», «гнівний», «дорікаючий кому-небуть у чомусь лайливими, грубими словами». У такий етимологічний ряд могли увійти прізвища новіших формувань, як Гримко, Гримчук, Гримченко, Гримчишин, що, ймовірно, якось солідаризуються з тими, котрі мають кореневе «е» (Грема, Грем'юк, Грем'як) і походять від говіркового грема «крикун», «галасуючий».
Таким чином, «Грем'яче» — це колишнє «Грим'яче» («Грымяче»), яке, зважаючи на його історичність, ймовірну мотивацію розвитку, повинно би стати офіційною назвою, де втілене поняття "оселя, до якої мав певне суттєве відношення чоловік з прізвищем (прізвиськом) Грим'як, яке існує і на Рівненщині.
Грем'яче має ще іменовані мікрооб'єкти: Баранів ліс — колись густий бір, власником якого був посесор Баран; Березина — поле в околиці березового гаю; Вигін [Вигон] — сільська дільниця, де «виганяли» на випас, постій домашніх тварин, птицю; Грабина — поле на місці (в околиці) грабового лісу; Грем'яцький — офіційна назва хутора в околиці Грем'ячого; Грозівський Корчунок — невелика хуторянська оселя, заснована на місці зрубаного, викорчуваного лісу; До Американця — пасовисько в околиці садиби селянина, прозваного Американцем; До Вельбівна — випас у напрямку села Вельбівного; До Галичів — сільська дільниця, де ніби першим осів Галич; До Горобця — сільський куток, де є садиба Горобця; До курятника — пасовисько в околиці колгоспної птахоферми; Загуменки — присадибні городи за «гумнами» (господарськими забудовами); Кирисьова долина — низинний культивований земельний наділ, який належав Кирисю; Коло Копчихи — нива неподалік горба під назвою Копчиха; Коло липи — сільська дільниця в околиці липового дерева; Копчиха — висота на маєтності дружини Копця; До Мединського — ліс, який утримував Мединський; Михайлівщина — сінокоси, поля у напрямку села Михайлівки; Нахрестику — частина села на перехресті доріг; Новини — культивовані землі; Пасіка — колись пристосоване місце для літньої пасіки; Підгрозово — нива неподалік села Грозова; Піщанка — колишня річечка, що мала світле піщане дно; Селисько — місце старовинних житлово-господарських забудов; Сенькові корчики — поле при чагарниках у власності Сенька; Сидорів садок — куток з «урочим» Сидоровим кутком; Холодна долина — низинне поле, де ніби бушували холодні вітровії.
Грем'яче ще є у Волинській, Житомирській областях.

## Свято-Іллінська церква с. Грем'яче

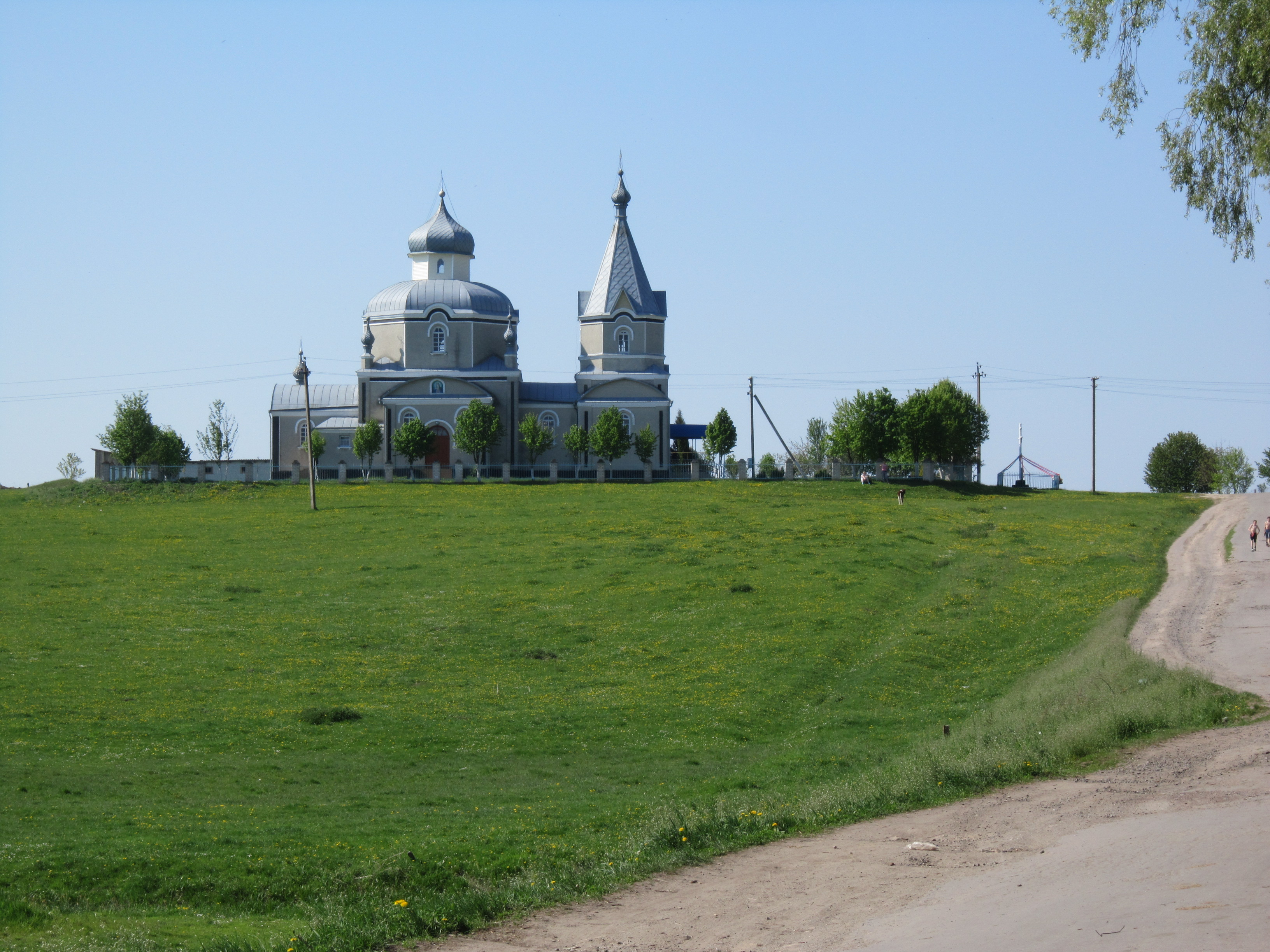
Свято-Іллінська церква с. Грем'яче Острозького р-ну

Церкви в селі Грем'яче не було, миряни відвідували богослужіння в Церкві в ім'я Народження Пресвятої Богородиці с. Грозів. Та в Острозькому районному архіві в облікових даних «На релігійне об'єднання православної общини с. Грем'яче Острозького району Ровенської області» є дозвіл від 18.05.1988 р. виконкому Острозької районної ради народних депутатів на ремонт ритуальної споруди на кладовищі в с. Грем'яче. Відкриття каплиці відбулося 10.11.1988 р. З даного моменту миряни с. Грем'яче стали відвідувати богослужіння у своїй каплиці. Самого початку каплиця була розміром 2х2, але згодом вона збільшилась, в цьому стані вона збереглась до нині  1989 р. жителі с. Грем'яче почали будувати власний храм.
У с. Михайлівка храму не було, віряни відвідували богослужіння у Церкві в ім'я Народження Пресвятої Богородиці с. Плоске. В 1990 р. у с. Михайлівка було розпочато будівництво церкви, яке до сьогодні не закінчено.
Сладковський Григорій — голова колгоспу, який допомагав будувати храм. Колгосп дав для будівництва храму цеглу, а все інше купувалося за гроші прихожан церкви. Будівництво Свято-Іллінська церкви с. Грем'яче було закінчене 1993 році.
2 серпня 1993 року на Іллі відкрили храм, тому й назвали його храм святого пророка Іллі. Освячення здійснив митрополит Іриней Дніпропетровський. Першим настоятелем храму був Юрчук Володимир. З 1994 по 1996 рр. священиком храму був Бухало. У 1996 році настоятелем храму став Тарковський Володимир Михайлович, що править і сьогодні разом зі старостою Новаком Афанасієм.
У 1996 році близько 60 людей хотіли, щоб церква перейшла до УПЦ КП. Але після обговорення Свято-Іллінська церкви с. Грем'яче залишилася у підпорядкуванні УПЦ.
2013 році був зроблений капітальний ремонт Свято-Іллінська церкви с. Грем'яче з нагоди 20-річчя храму. Також люди пожертвували гроші на реставрацію ікон. 9 листопада 2013 року відбулася освята відремонтованого храму. На сьогодні кількість прихожан храму становить близько 420 осіб.
10 листопада 2013 року з благословіння митрополита Варфоломія Рівненського і Острозького відболось рукоположення диякона  Новака Афанасія. Станом на сьогодні він має звання протодиякона.
У 2019 році прихожан Свято-Іллінської церкви було проінформовано про переведення її у підпорядкування ПЦУ. Але це розпорядження не було взяте до уваги й наразі храм залишається прихильним УПЦ.
У 2020 році, завдяки блогодійнику Драчуку В'ячеславу, у церкві було проведено енергоощадні роботи (встановлено пластикові вікна).

## Спалення Грем'ячого
Зупинись, людино! Поклонись землі, омитій: кров'ю батьків і братів наших. Посивіли від: скорботи їх матері, оплакали їх близькі і рідні.
Війна… Хто пережив її, той знає, скільки горя і страждання принесла вона нашій землі. Ще й досі важким болем пам'яті озиваються до нас оті далекі, покривавлені ворогом дні і ночі, озиваються муками закатованих…
З прадавен, з далеких легенд, переказів, із згорьованих споминів, з болю людського ця дорога називалася Чорним шляхом. Не раз топтали її азійські скакуни, не раз на збій перетворювали її тевтони і хрестоносці, не раз свистіли над вишневим садом ординські стріли, не раз чулася чужинська лайлива мова, крики і стогін приречених. Не раз вогневі смерчі над селянськими стріхами розпанахували нічне небо… Страдницький Чорний шлях. Пам'ятущий та споконвічний. Сірим рушником він з розгону впирається в могутні кам'яні фортеці древнього Острога, міста, яке кожного разу ставало на перепоні і яничарам, і знахабнілим народистам, і зрозумілій польській шляхті. По обидва боки шляху розкинулось село Грем'яче. Пам'ятає воно визвольні героїчні походи Северина Наливайка, Богдана Хмельницького. Якби село могло говорити!
Чорна рілля заорана, гей, гей І стрілами засіяна, гей, гей І кровію сполощена…
Чомусь у пам'яті зринули слова давньої кобзарської думи… Давньої і теперішньої. Хто ти, яничаре XX століття? Яка мати тебе породила? Задля чого? Аби нищити все живе, скроплюючи землю кров'ю?
```
 
— В ту ніч я вдома не ночувала. Серцем чула щось недобре,
 
— скрушно зітхає Горпина Никанорівна Стрілець… Сиділа в полукіпках, а худобу вигнала під ліс… Аж іде колона без світла
 
— тихо, тихо… І сховались. Я вже вийшла зі схованки, аж гляди
 
— вогонь на Корчунку, почало бабахкати край лісу. Боже! Вже й наша Михайлівка зайнялась. Я до лісу, аж згадала, що в хаті трохи солі і хлібина зосталась
 
— я назад. А німецькі вояки вже з клуні Стрільця Петра несуть околот і обкладають мою хатину… Я вклякла, наче до землі примерзла… Аж стямилась, тай тихцем до лісу. Вони й давай пуляти. То тут, то там цьвохне, а позаду, як батогом. Забігла в ліс. Впала в терен і плачу.
```

А заграва висока, і худоба реве.
А в клуню Колодяжного замкнули скільки людей! Ой як Йосип Шиндерук пізнавав серед трупів своїх доньок — Кулину і Горпину… По металевих гребінцях… Ой, Боже, не дай ворогові!
Того дня від рук карателів загинули: Шиндерук Кулина Й.,
Шиндерук Горпина Й.,
Ткачук Максим, Ткачук Кулина, Ткачук Одарка Омелянівна та її двоє дітей, Балабуха Надія Володимирівна, Тарадайка Григорій, Політика Гнат Максимович, Політика Любов, Політика Хіма, Ліщук Михайло Наумович, Котюбін Семен, Макарук Гнат, Євстафій Петро Петрович із своєю жінкою, Савчук Марія Кононівна (17 років), Савчук Анастасія Кононівна (19 років), Фурманець Марія, Котюбін Іван Михайлович, Стрілець Купріян, Стрілець Степан Куп.
Стрілець Ганна Купріянівна, та двоє дітей.
Назарук Лук'ян Семенович, Назарук Карпо Семенович, Назарук Дмитро Семенович, Калюжний Данило, Чепчерук Олександра Василівна, Стрілець Дем'ян, Стрілець Гапка, Стрілець Іван, Політика Ганна Макарівна, Політика Микола, Рудюк Олімпія, Макарук Ганна Данилівна, Новак Ксенія, Новак Петро та Ксенія діти Марія, Таня, Панасина, Оля, Іщук Андрій Філімонович, Давидюк Іван Васильович та його жінка, Давидюк Водюшка Іванович.

## Населення
Згідно з переписом УРСР 1989 року чисельність наявного населення села становила 746 осіб, з яких 341 чоловік та 405 жінок.
За переписом населення України 2001 року в селі мешкали 772 особи.

### Мова
Розподіл населення за рідною мовою за даними перепису 2001 року:
| Мова       | Відсоток |
| ---------- | -------- |
| українська | 98,33 %  |
| вірменська | 0,77 %   |
| російська  | 0,64 %   |
| білоруська | 0,13 %   |
| молдовська | 0,13 %   |

## Сільські голови
- Поліщук Тамара Федорівна (1971—) [Архівовано 9 грудня 2013 у Wayback Machine.]
- Стецюк Микола Дмитрович

## Спорт у селі
На території нинішнього Грем'яцького старостинського округу функціює два аматорські футбольні колективи - ФК "Крок" (Грозів) і ФК "Грем'яче".

## ФК "Крок" (Грозів)
Грозівський "Крок" заснований 7 квітня 2016 року. Ініціатор створення команди - Віталій Петрук.
2019 року грозівці в Кубку Острозького району (до реформи децентралізації) вибили двох рівносильних суперників – сіянцівську «Чайку» і «Ниву» з Бадівки, але не змогли пройти ФК «Грем’яче» у фіналі, тож здобули заслужене срібло. У Чемпіонаті Острожчини-2019 «Крок», здобувши 6 перемог у 12 турах змагань, на одне очко відстав від курганівського «Міража» і завоював бронзові медалі.
Того ж року підопічні Віталія Петрука здобули бронзу Чемпіонату Острозького району з мініфутболу. А 2020 двічі піднімалися на п’єдестал за срібними нагородами.
У сезоні 2021 року "Крок" виграв перший Кубок Острозької громади з футболу, перегравши у фіналі ФК "Острог". А в чемпіонаті громади сезону 2021 року "Крок" здобув срібло.

## ФК "Грем'яче"
ФК «Грем’яче» – аматорська футбольна команда, учасник обласних змагань. Як об’єднання однодумців-аматорів клуб заявив про себе на місцевому рівні в сезоні 2017–2018 рр.
«Грем’яче» – триразовий володар Кубка Острозького району (сезони 2018, 2019 і 2020 рр.) і переможець Чемпіонату Острожчини-2018, 2019, 2020. Двічі футболісти з Грем’ячого здобували перемогу на традиційному турнірі нашої громади «Острозька зима» (2019, 2020 рр.)
У сезоні 2020 року ФК «Грем’яче» брав участь у Чемпіонаті Рівненської області серед команд Другої ліги, повернувши представника громади в змагання обласного рівня після дворічної перерви. Виступи в другому за силою дивізіоні області увінчалися успіхом представника Острожчини – ФК «Грем’яче» за три тури до кінця змагань став чемпіоном. За підсумками сзону команду нагородили кубком і золотими медалями, а засновникові клубу Миколі Науменкові вручили почесну грамоту УАФ. У сезоні 2021 року ФК «Грем’яче», єдиний представник Острозької громади на обласних змаганнях, виступав у Першій лізі Чемпіонату Рівненської області.
На початку 2022 року ФК "Грем'яче" брав участь у XXVI зимовому мініфутбольному турнірі пам'яті Я. Гайдучика, де став переможцем Ліги А. Клуб також став командою, яка найбільше забивала на цьому змаганні. У футзальному Кубку пам'яті Ігоря Хом'яка, що відбувся в Плужному у лютому 2022  ФК "Грем'яче" здобув золоті нагороди.

## Відомі особистості села Грем'яче

### Галина Сидорівна Барташук

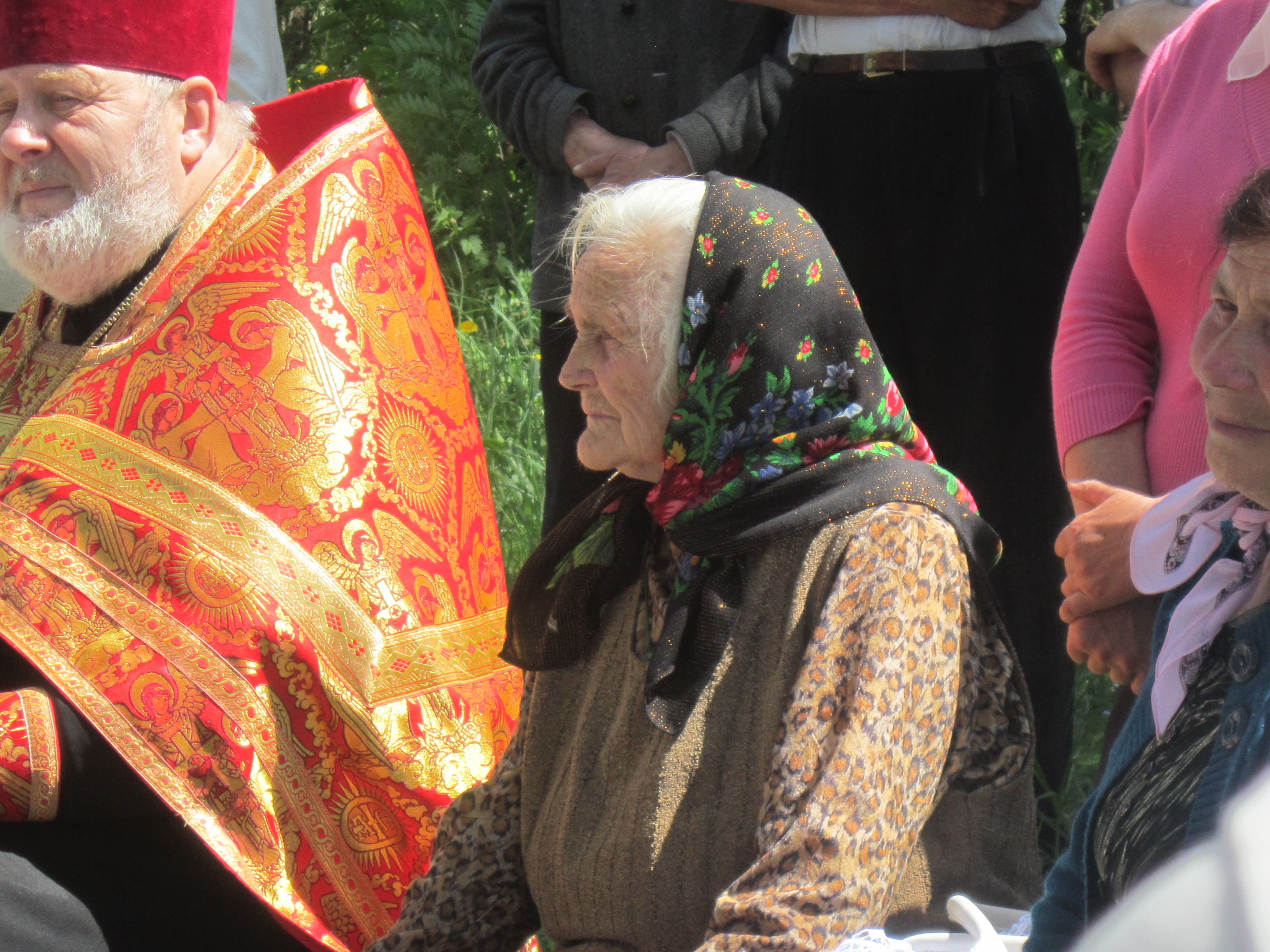
Барташук Галина Сидорівна

Народилася у 1926 році у селі Гулівці, Хмельницької області. Галя була найменшою із 6 дітей в сім'ї. Вона встигла закінчити лише 7 класів школи до того, як її 16-річну вивезли у Німеччину. День 10 липня 1942 року закарбувався в її пам'яті чорною датою. Від неї почався час поневірянь її та ще 60 односельчан в чужій, далекій країні. У селі Гінсбург вона змушена була працювати на хазяїв, жила в комірчині без вікон. Доглядати доводилося за шістьма коровами. Доїти було важко, руки боліли нестерпно. Туга за домом і розпач народили в юній голові задум.
– Я спеціально підставляла ногу, щоб якась корова наступила і зломила її, сподівалася звільнитися у такий спосіб. Але нічого не виходило, — згадує Галина Сидорівна. — Тоді почала навмисне пити крижану воду, щоб захворіти, і це спрацювало — підхопила запалення легень, довго лежала без пам'яті. Але хазяйка мене виходила.
Звістку про звільнення приніс день 23 січня 1945 року. Та дорога додому мало не коштувала їй життя. Остарбайтерів машиною довезли до Білостока на пересильний пункт, а звідти довелося до Києва їхати на зчепленні між вагонами в тоненькому одязі і черевиках. По приїзді її висадили з потяга ледь живою. До Шепетівки їхала в топковій кочегара, а до Ізяслава — на вуглярці. Коли уся в сажі постукала в двері батьківського дому, сестра навіть не впізнала її…
А потім були сльози радості — вся вулиця зійшлася розпитати про своїх, вивезених до Німеччини. На жаль, дороги Галі з односельцями розійшлися.

У 1945 році в село повернувся Володимир — інвалідом. Через 5 днів після закінчення війни йому відірвало обидві руки вибухом міни, вирвало черевину. Однак це не злякало Галину Сидорівну. Його добре серце і світла голова на посаді завклуба оживили післявоєнне село. Після одруження Галина та Володимир вступили до Кременецького педінституту і згодом за направленням потрапили до Грем'ячого Острозького району, де він очолював школу, а вона вчителювала. Галина Сидорівна з особливою теплотою показує сімейні фото: гарний широкоплечий чоловік і тендітна дружина виростили двох синів. До речі, меншого вона народила якраз на чоловікове день народження, тому і назвала Володимиром. З 1961 року 29 грудня стало в сім'ї подвійною радісною датою. А ще цього року сім'я переселилась у свою новозбудовану хату.
– Саме чоловік подарував мені найбільше щастя в житті, — каже вона. — Чудові вірші, написані на листівці до мого 55-річчя — ось тільки одне свідчення любові і турботи, у якій я жила.
 Не дивлячись на поважний вік, Галина Бартащук до 90 років мешкала сама.
Померла у 2016 році. Похована у селі Грем'яче.

### Особистості, персоналії
- Радивонюк Марія Василівна — депутат Верховної Ради УРСР 11-го скликання.
- Кондратюк Андрій Андрійович– математик, д-р фіз.-мат. наук, проф. (1991). Закінчив Дубнів. пед. училище (1958), з відзнакою мех.-мат. ф-т Львів. ун-ту (1965), аспірантуру (1969), докторантуру (1981). У 1958—1960 учителював; 1967—1971 асист., 1971—1990 доц., 1990—1991 проф. каф. теорії функцій і функціон. аналізу, 1991—1992 проф., з 1992 зав. каф. матем. і функціон. аналізу Львів. ун-ту; 1972—1974 викладач математики в Алжирі. Наук. інтереси: метод рядів Фур'є для цілих і мероморфних функцій, канон. зображення мероморфних функцій, теорія розподілу значень, властивості дзета-функції Рімана, сферичні гармоніки і субгармонійні функції, теорія потенціалу.Бл. 80 праць, зокр. Мероморфні функції в неоднозв'язних областях (Львів, 2009). Засл. проф. Львів. ун-ту (2010).

## Бібліотека
1949 року в селі було відкрито хату-читальню, фонд якої нараховував 300 книг, яка наступного року була перейменована на бібліотеку [Архівовано 2 лютого 2017 у Wayback Machine.]. У 1951 році вона була переведена до іншого приміщення, 1954 року — до окремої кімнати нового приміщення сільради.

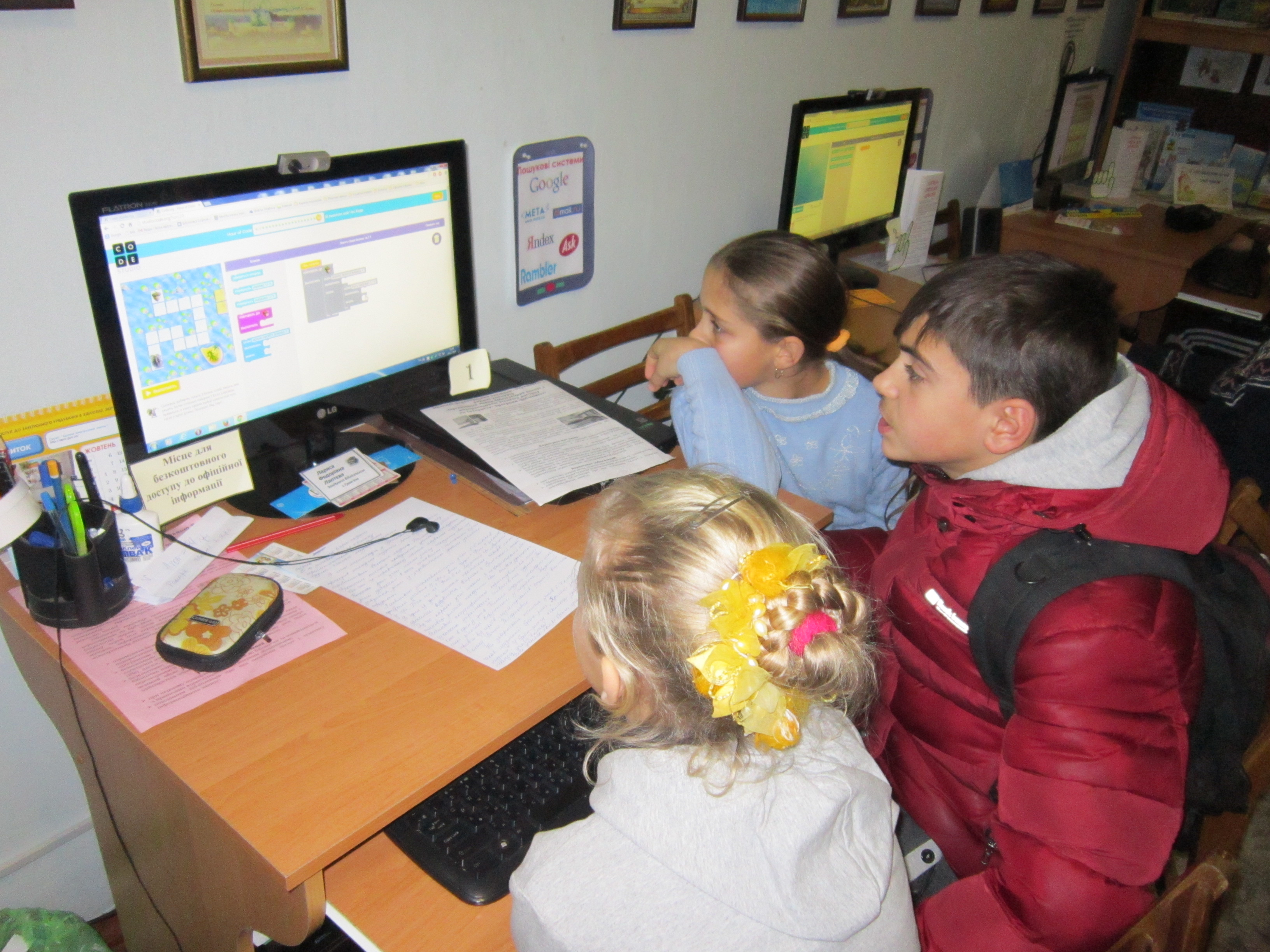
Інтернет-центр у бібліотеці с. Грем'яче

У 1949 році було відкрито бібліотеку, фонд якої нараховував 300 книг.
У 1955 році в бібліотеці почали створювати алфавітний та тематичний каталоги. Книжковий фонд бібліотеки становив близько 4 тис. книг.

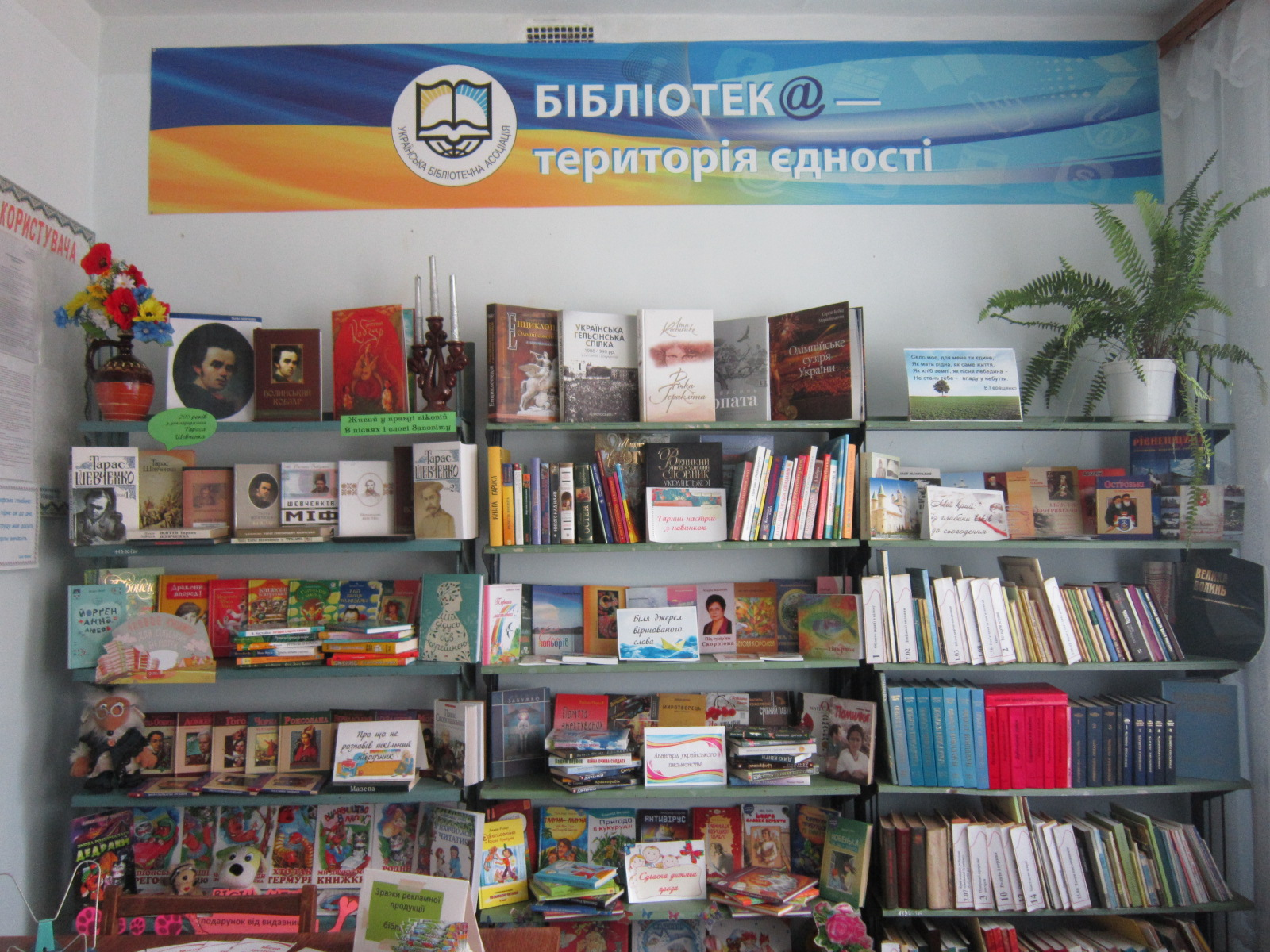

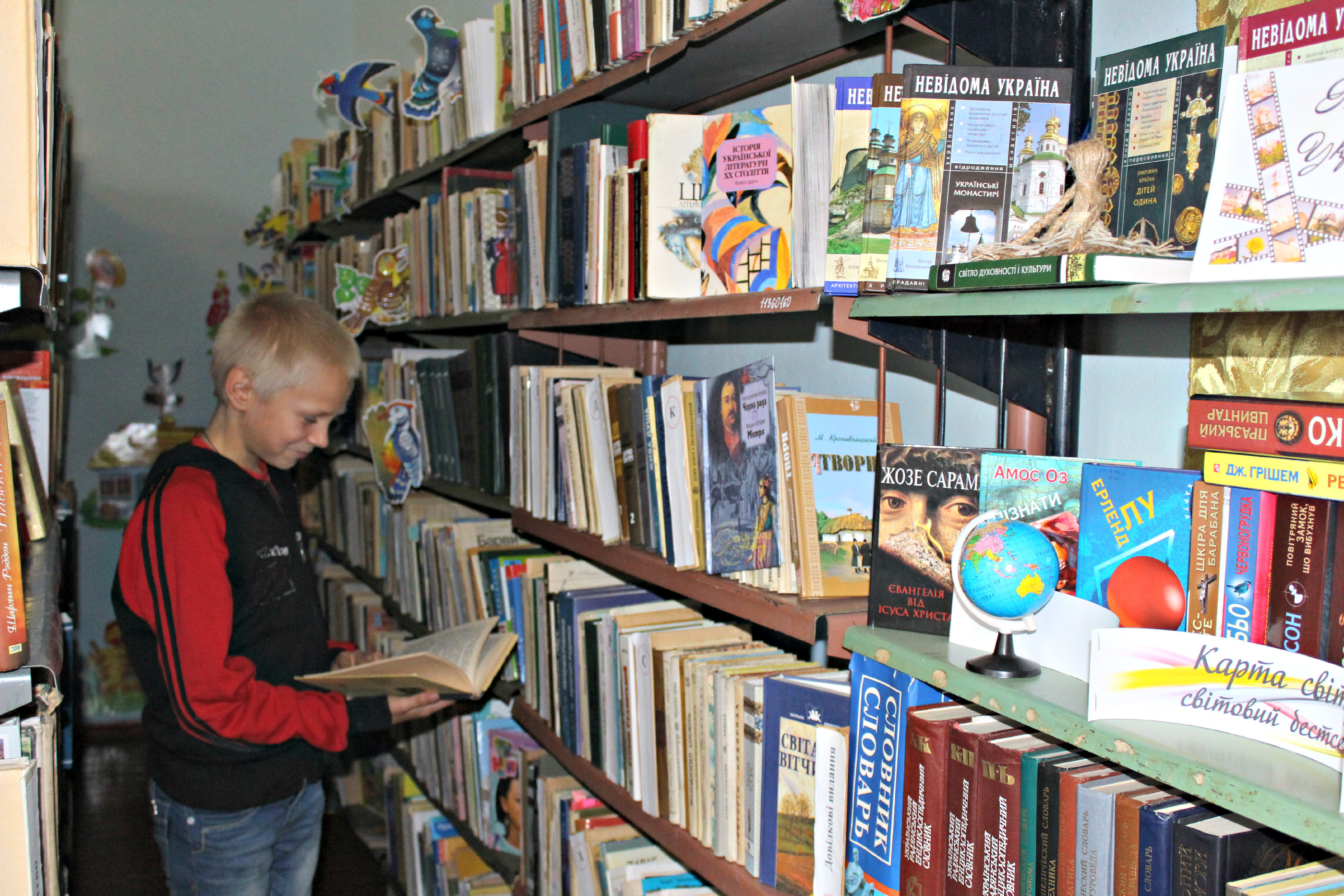
У бібліотеці с. Грем'яче

У жовтні 2002 року було проведено реорганізацію бібліотечної системи: сільські бібліотеки були об'єднані з шкільними. Також впроваджено нову форму обслуговування — нічний абонемент, а з 2003 року — платний формуляр.
На початку 2011 року бібліотека с. Грем'яче перемогла у Конкурсі проєктів співпраці бібліотек з місцевими громадами програми «Бібіломіст», яка реалізовується в рамках партнерства між Радою міжнародних наукових досліджень та обмінів (IREX), Агентством США з міжнародного розвитку (USAID) та Міністерством культури і туризму України, і бібліотека отримала 3 комп'ютери, принтер і сканер, а також доступ до Інтернету, який є безкоштовним для читачів.
З 2013 року бібліотека впроваджує проєкт «Веб 2.0 у моїй бібліотеці». З 2014 року на базі бібліотеки діє проєкт «Е-послуги на користь громаді [Архівовано 2 лютого 2017 у Wayback Machine.]». У 2016 році бібліотека реалізовувала проєкт «Сучасна книга сільській дитині» [Архівовано 2 лютого 2017 у Wayback Machine.] за підтримки Британської ради в Україні в межах програми «Активні громадяни».
У 2015 році бібліотека села Грем'яче увійшла в п'ятірку найуспішніших бібліотек України згідно дослідження культурно-мистецького проєкту «Читомо» [Архівовано 29 листопада 2016 у Wayback Machine.].
Станом на 2017 рік публічно-шкільна бібліотека села Грем'яче знаходиться у двох приміщеннях: у приміщенні сільської ради (2 кімнати) та у школі. Бібліотечний фонд — близько 16 тис. примірників (художня література, підручники, CD-ROM).
Завідувачі:
- Філюк Юхим (1949—1951)
- Доброжанський Борис (1951—1953)
- Болотнюк Марія Артемівна (1953—1954), секретар комсомольської організації с. Коростове
- Поліщук Тамара Федорівна (1954—1971)
- Сучик Марія Іллівна (1971—1973)
- Поліщук Тамара Федорівна (1973—1976)
- Драчук Валентина Василівна (1976—1983)
- Солов'юк Раїса Андріївна (грудень 1983 — вересень 1993)
- Андрухова Марія Олександрівна (вересень 1993 — вересень 2005)
- Лаптєва Лариса Федорівна (вересень 2005 — серпень 2017);
- Чехолка Раїса Федорівна (вересень 2017 — ).